# Couvent des Augustins d'Erfurt

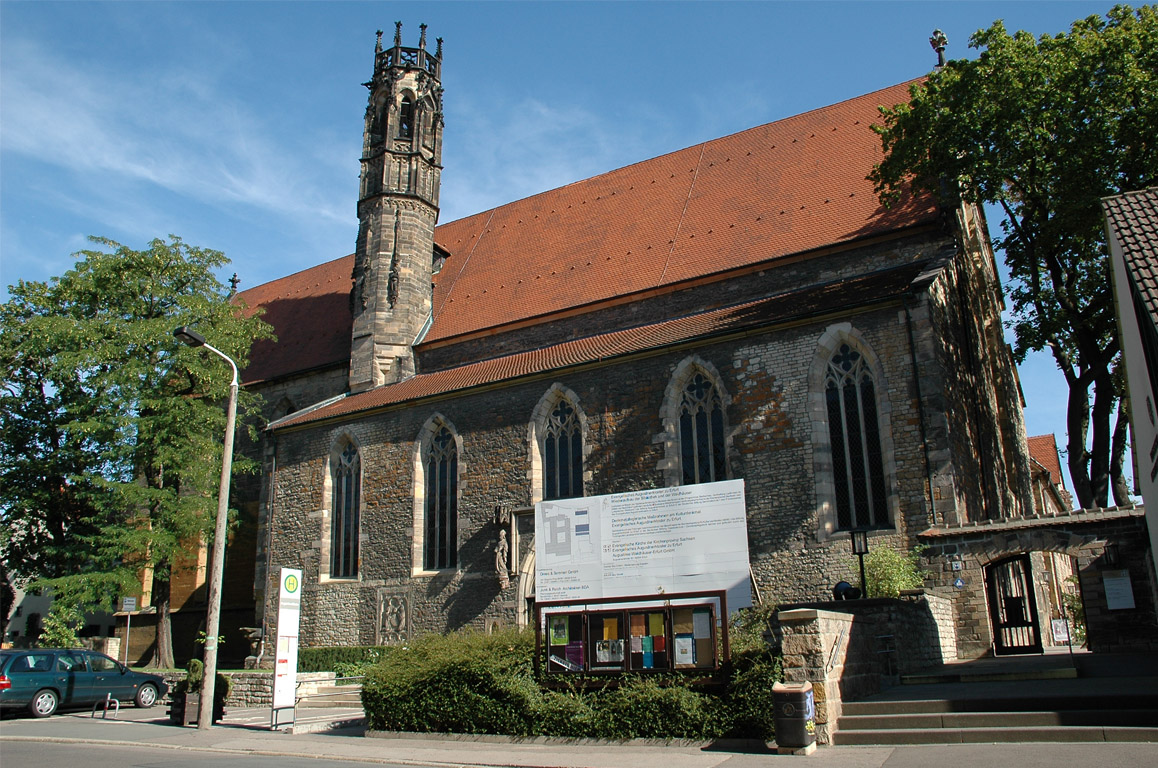
Vue de l'église de l'ancien couvent des Augustins

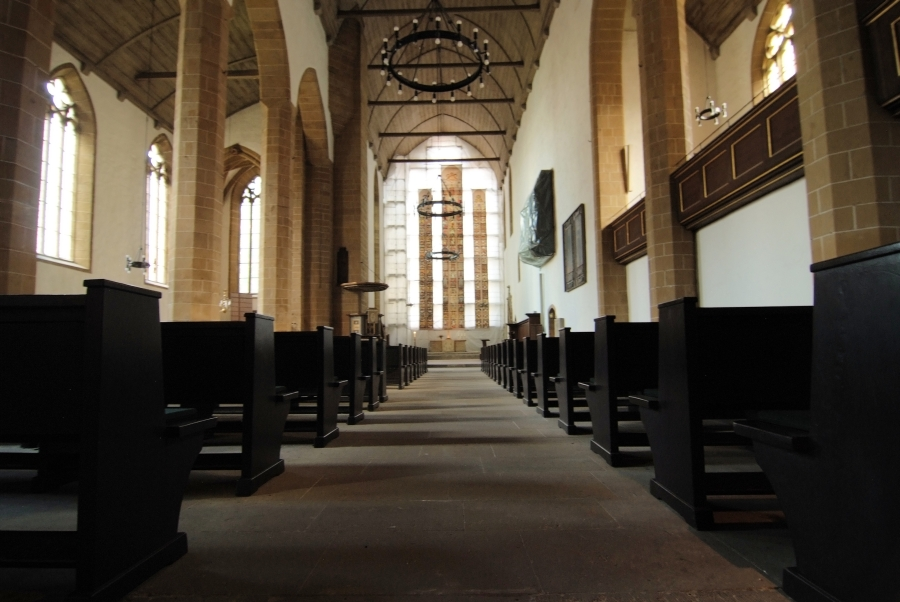
L'intérieur de l'église

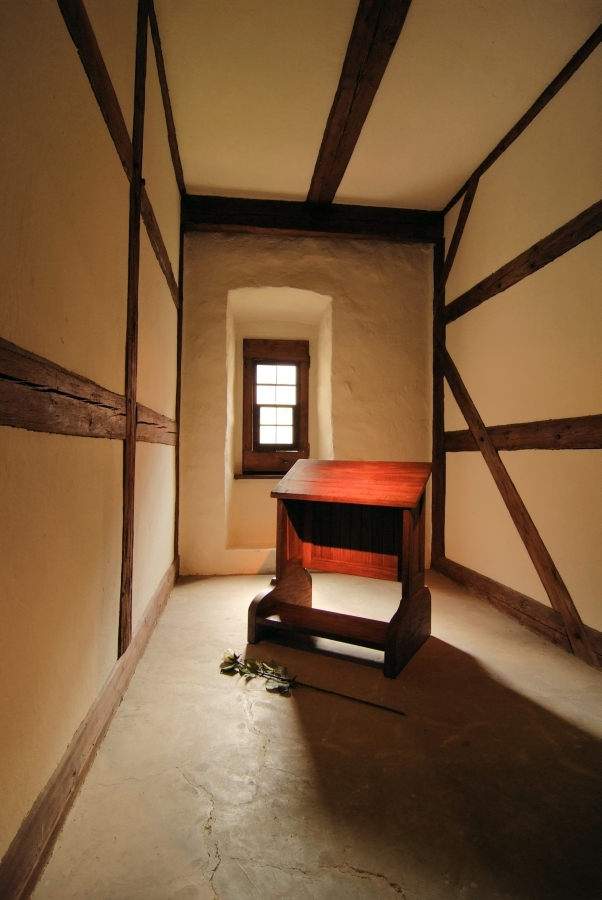
La cellule de Martin Luther

L'ancien couvent des Augustins d'Erfurt, en Thuringe, est célèbre pour y avoir accueilli Martin Luther du 17 juillet 1505 à 1508. Luther, devenu religieux augustin, après avoir fait ses études à l'université d'Erfurt de 1501 à 1505, fait un noviciat rapide et est ordonné prêtre en 1507. L'année suivante, il est envoyé par le supérieur poursuivre ses études de théologie à Wittenberg et il reviendra au couvent pour des séjours jusqu'en 1511.

## Histoire

### Des débuts auXVIesiècle

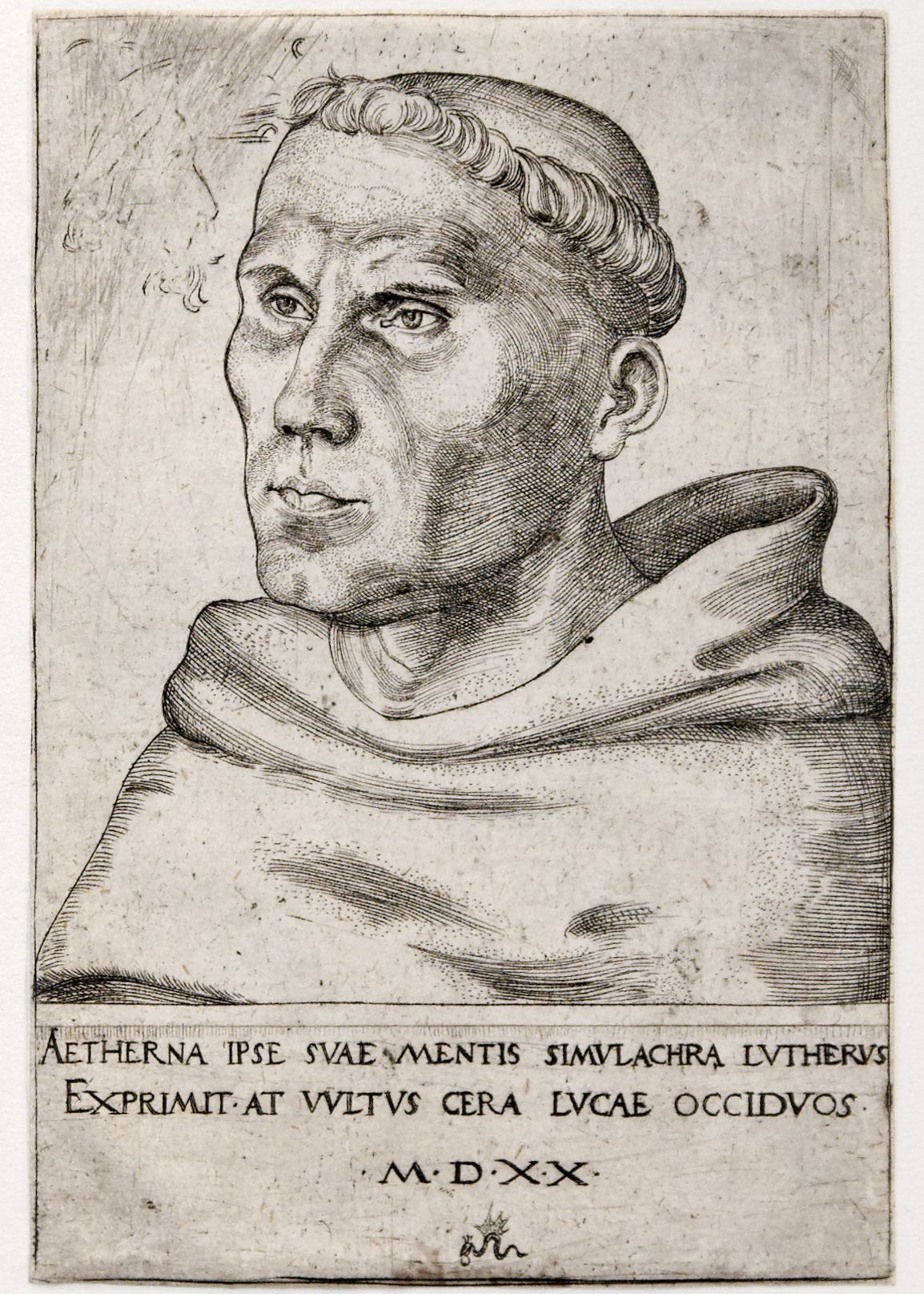
Luther en habit d'Augustin par Lucas Cranach l'Ancien

Des Augustins mendiants sont déjà connus à Erfurt vers 1266, soit peu de temps après leur fondation. Ils se réunissent à l'église Saint-Philippe-et-Saint-Jacques, construite cent cinquante ans plus tôt et finalement construisent leur couvent, devenu couvent des Ermites de l'Ordre de Saint-Augustin (Ordo Eremitarum Sancti Augustini), dits Grands Augustins, en 1277. Ils prospèrent rapidement et viennent en aide à la population.
Leur apogée se poursuit tout au long des XIVe et XVe siècles, mais le début du XVIe siècle est déjà traversé par la crise de la Réforme protestante, dont leur ancien confrère Luther fut l'un des acteurs principaux. Le couvent s'agrandit continuellement du XIVe siècle à 1518, les religieux acquièrent une bibliothèque de plus en plus importante et construisent de nouvelles salles d'études (la grande bibliothèque est achevée en 1516), un nouveau cloître, une salle capitulaire plus importante, ainsi qu'une chapelle supplémentaire, la chapelle Sainte-Catherine. L'étude des écritures et la scholastique étaient essentielles pour les Augustins. Le protestantisme montant allait vivement polémiquer contre eux, notamment contre leur enseignement au Studium Generale (base de l'université). C'est dans cette atmosphère d'expansion intellectuelle et matérielle que Luther célèbre sa première messe, le 2 mai 1507, au couvent.

### Après 1522
Johannes Lang, qui était un bon ami de Luther, est élu prieur du couvent en 1522. Erfurt est traversé de manifestations, le prieur passe alors tout de suite à la Réforme et les moines quittent le couvent, sauf une poignée. Le dernier meurt en 1556. L'église du couvent est donnée à la communauté luthérienne de l'église Saint-Jean en 1525. Le couvent est sécularisé en 1559.
Deux ans plus tard les bâtiments sont donnés à l'université, pour en faire un lycée qui existera jusqu'en 1820.
D'autres moines augustins s'installent un siècle plus tard à Erfurt auprès de l'église Saint-Wigbert et construisent un petit couvent qui sera fermé à son tour en 1822. 
Les bâtiments conventuels sont démolis et reconstruits au cours du XIXe siècle, pour mieux desservir le lycée, à l'exception de l'aile ouest, du cloître, de quelques édifices et de l'église, rénovée en 1848 dans un style néo-gothique. Elle devient le siège des parlementaires de l'Union d'Erfurt pendant le printemps 1850. L'église doit être consacrée à nouveau en 1854.
L'église est remodelée en 1936-1938, après la destruction du clocher par la foudre. Elle est gravement endommagée, ainsi que les bâtiments conventuels restants, par un bombardement britannique le 25 février 1945. 267 civils trouvent la mort pendant ce bombardement. Une grande partie de la bibliothèque disparaît.
Les restaurations d'après guerre ont lieu de 1946 à 1957, elles concernent l'aile ouest, le cloître, l'église, l'ancienne hôtellerie. Les Sœurs de la communauté évangélique de Casteller Ring (venues des communautés luthériennes de Bavière) s'y installent en 1996. De nouveaux bâtiments supplémentaires sont reconstruits.